# 1997年乌鲁木齐“2.25”公共汽车爆炸案
乌鲁木齐“2·25”公共汽车爆炸案指1997年2月25日发生在中国新疆乌鲁木齐市3辆公共汽车的爆炸事件，中国官方将此事件定性为恐怖袭击。

## 背景
1997年2月5日发生伊宁二·五事件，2月19日邓小平逝世，2月25日北京召开追悼会，爆炸正好发生在这一天。当日，乌鲁木齐市2路、10路、44路三辆公交车被投放了定时炸弹并发生爆炸，包括维吾尔族、回族、柯尔克孜族、汉族群众在内的9人丧生、68人受伤。
炸弹采用硝酸炸药，里面填充着铁钉、钢珠、螺帽、螺杆。四枚炸弹安放在乌鲁木齐南、北、西、东四个不同的方向，几乎同一时间爆炸。

## 影响
新疆社会科学院中亚研究所所长潘志平说：“当时大家都比较紧张。不敢坐公共汽车，上车都比较小心，如果看到哪个手提包没有主人的话，就会小心、警惕。”